# Kurungkambing
Kurungkambing is een bestuurslaag in het regentschap Pandeglang van de provincie Banten, Indonesië. Kurungkambing telt 2203 inwoners (volkstelling 2010).